# Кораблі з іменем «Полтава»

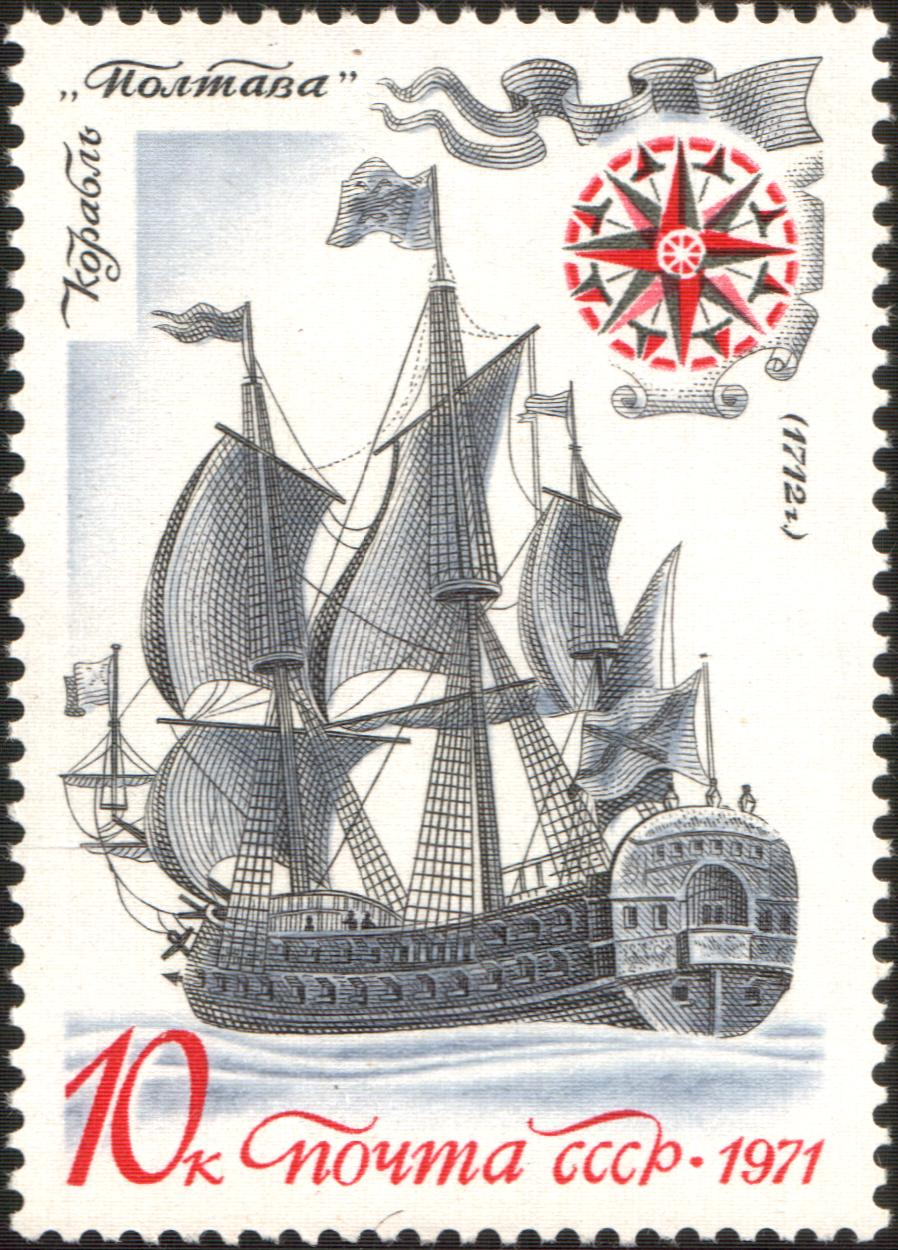

«Полта́ва» — назва ряду військових кораблів і цивільних суден з початку XVIII століття до наших днів.

## Військові вітрильники

Лінійний корабель «Полтава» Чорноморського флоту (1808—1832). Сучасна модель

Першим кораблем, який отримав ім'я «Полтава», був флагман Петра I — перший справжній лінійний корабель російського флоту, 54-гарматний вітрильний лінійний корабель «Полтава». Назву своєму улюбленцю Російській імператор дав на честь важливої для нього перемоги, здобутої над шведами у Полтавській битві.
Корабель, який також став першим лінійним кораблем, закладеним та побудованим на верфі Санкт-Петербурзького адміралтейства, був закладений у грудні 1709 року і спущений на воду в червні 1712 — рівно через три роки після битви під Полтавою. Петро I з сім'єю був особисто присутнім на церемонії спуску корабля.
Під час Великої Північної війни корабель брав участь у декількох кампаніях російського флоту проти шведів в Балтійському морі, потім продовжував службу ще до 1723 року. Розібраний через старість і непридатність «після 1732 року».
У військових флотах більшості країн Світу існує традиція присвоювати новобудовам назви історичних або прославлених кораблів. Наступниками першої «Полтави» стали послідовно два 66-гарматних вітрильних лінійних кораблі типу «Слава Росії», побудованих в Архангельську для Балтійського флоту.
Перший з них був закладений 5 серпня 1741 року на Соломбольській верфі (корабельний майстер — П. Качалов) і спущений на воду 15 травня 1743 року. У 1746—1750 роках брав участь у практичних плаваннях в Балтійському морі. Розібраний у 1756 році в Кронштадті.
Другий — закладений 15 квітня 1753 року (корабельний майстер — І. Ямес), спущений на воду 26 квітня 1754 року. Брав участь у Семирічній війні — крейсерував у Балтійському морі, у складі російсько-шведського флоту блокував Зундську протоку протоку з метою не допустити англійський флот в Балтійське море, в 1760 році здійснював висадку десанту біля міста Рюгенвальде, брав участь у блокаді фортеці Кольберг. Розібраний після 1770 року.
110-гарматний лінійний корабель «Полтава» Чорноморського флоту — головний з трьох однотипних вітрильників, побудованих на початку XIX сторіччя на Херсонській судноверфі. Проект, прототипом якого був знаменитий англійський лінійний корабель «Вікторі», став одними з самих потужних лінійних кораблів на Чорному морі.
Закладений 20 жовтня 1806 року і спущений на воду 20 червня 1808 року, флагман Чорноморського флоту «Полтава» брав участь в російсько-турецькій війні 1806—1812 років, здійснював крейсерства в районі Самсун — Синоп — Варна, штурмі Трапезунду. Розібраний в 1832 році у Севастопольському порту.
Останній в історії російського вітрильного флоту корабель з ім'ям «Полтава» — 84-гарматний лінійний корабель Балтійського флоту типу «Імператриця Олександра». Був закладений 5 грудня 1828 року на стапелі Нового адміралтейства в Санкт-Петербурзі, спущений на воду 12 жовтня 1829 року. У 1848—1850 роках брав участь в експедиції балтійського флоту до берегів Данії. У 1853—1856 — у Кримській війні: здійснював первезення військ в акваторії Балтійського моря. Виключений зі списків кораблів флоту 21 березня 1860 року.

## Бойові кораблі нової доби
З завершенням епохи вітрильного флоту і появою парових броненосних кораблів «Полтава» не канула в Лету.

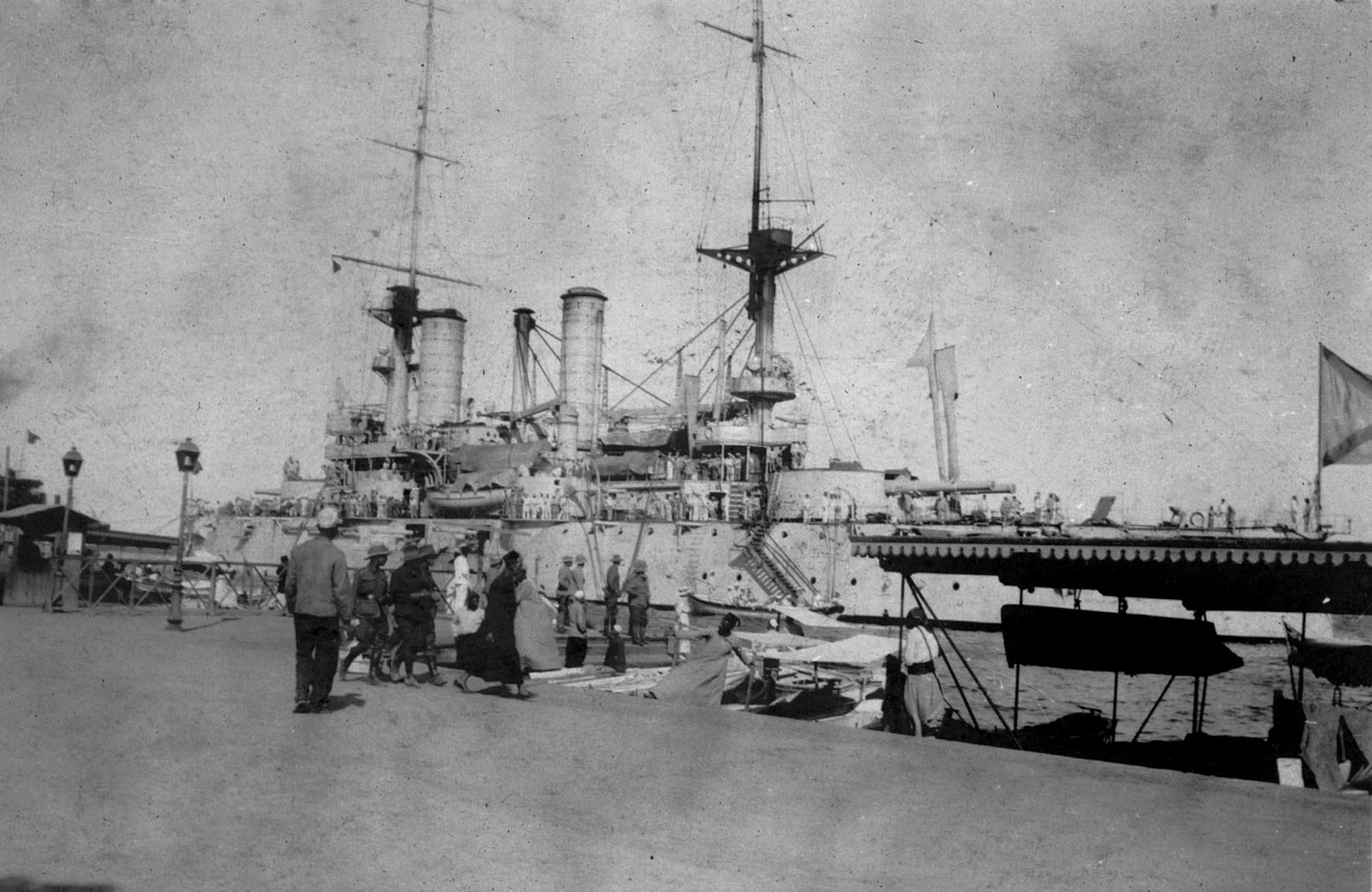
«Чесма» («Полтава») в Александрії. Єгипет. 1916 рік

Ім'я «Полтава» отримав спущений на воду 25 жовтня 1894 року ескадрений броненосець — головний корабель серії з трьох броненосців («Полтава», «Севастополь» і «Петропавловськ»), побудованих в кінці XIX сторіччя для Балтійського флоту. Один з найвідоміших однойменних кораблів завдяки участі в обороні Порт-Артуру під час Російсько-японської війни. Затоплений в росіянами 1904 році в порту Порт-Артуру броненосець був піднятий японцями і до 1916 року служив в їхньому флоті під ім'ям «Танґо» (яп. 丹後). В 1916 році був викуплений Росією, перекласифікований в лінкор і отримав назву «Чесма». У зв'язку з революційними подіями 1917 року корабель був частково роззброєний і надалі в бойових діях участі не брав. Порізаний на метал у 1924 році.
Коли броненосець «Полтава-Танґо» борознив моря під прапором країни висхідного сонця, Микола II розпорядився дати ім'я «Полтава» одному з найпотужніших кораблів російського флоту — дредноуту типу «Севастополь». 27 червня 1911 року зі стапелю Адміралтейського заводу в Санкт-Петербурзі зійшов лінкор «Полтава». На жаль, корабель не чекало славне майбутнє: «Полтава» був включений до складу Балтійського флоту в середині 1914 року, але в Першій світовій війні участі не брав. Після Жовтневого перевороту у квітні 1918 року брав участь у «Льодовому поході» з Гельсінгфорсу в Кронштадт, а в жовтні був переведений до Петрограду для консервації. 24 листопада 1919 через недогляд вахтових на кораблі виникла велика пожежа, відновлення корабля після якої в тодішніх умовах було неможливим. Лінкор роззброїли, а механізми і обладнання використали для ремонту інших однотипних лінкорів. «Полтава», який в радянському флоті отримав назву «Фрунзе», так і не був повернутий в бойовий склад флоту. Остаточно розібраний на метал в 1946 році.

Ракетний катер «Полтавський комсомолець»

У Військово-морському флоті СРСР ім'я «Полтава» чомусь не прижилося. Однак з Полтавою і полтавцями пов'язане інша назва «Полтавський комсомолець».
Ім'я «Полтавський комсомолець» з 1987 по 1992 рік носив ракетний катер проекту проекту 1241.1 Чорноморського флоту. В 1992 році катер був перегнаний на Каспійське море, де увійшов до складу Каспійської флотилії ВМФ Російської Федерації. В подальшому з нього були демонтовані пускові установки протикорабельних ракет, катер був перекласифікований в малий артилерійський корабель і отримав шифр МАК-160.

## У флоті незалежної України
У Військово-Морських Силах України існує традиція іменування кораблів і суден флоту назвами українських міст. Зазвичай, відповідні регіони здійснюють шефство над «своїми» кораблями, направляють молодь вчитися азам морської справи. Але так вже склалося, що ім'я «Полтава» отримав сторожовий корабель Державної прикордонної служби України ПСКР-813.

Прикордонний корабель «Полтава» на бойовій службі

ПСКР «Полтава» закладено на стапелі Ярославського суднобудівного заводу ще 25 жовтня 1985 і спущено на воду 18 вересня 1986 року. За час перебування в експлуатації корабель пройшов 85846 морських миль, був у морі 5898 ходових годин (на кінець 2010 року). З 1995 року ПСКР «Полтава» неодноразово брав участь у затримання іноземних браконьєрських рибопромислових шхун у виключній (морській) економічній зоні України.
Понад 15 років над кораблем шефствує місто Полтава. Стало традицією щороку обмінюватися дружніми візитами — 23 вересня командир корабля і члени екіпажу їдуть до Полтави привітати шефів з Днем міста, а 11 липня на борт корабля з найкращими побажаннями та подарунками піднімаються почесні полтавські гості.

## Судна цивільно флоту
Найвідомішим з усіх цивільних суден з іменем «Полтава» став суховантажний теплохід, який опинився в центрі міжнародного скандалу в серпні 1962 року: 1962 року уряд Куби звернувся до СРСР з проханням надати їй військову допомогу. Лідер СРСР Микита Хрущов відповів згодою — керівництво Радянського Союзу дійшло висновку, що найефективнішим способом захисту буде розміщення там ядерної зброї. Розпочалася операція «Анадир», якою передбачалося перекидання на Кубу підрозділів 51-ї ракетної дивізії (Ромни) з балістичними ракетами Р-12 і Р-14, які несли ядерні боєзаряди. Дивізія перекидалася морем з Чорноморських портів СРСР.

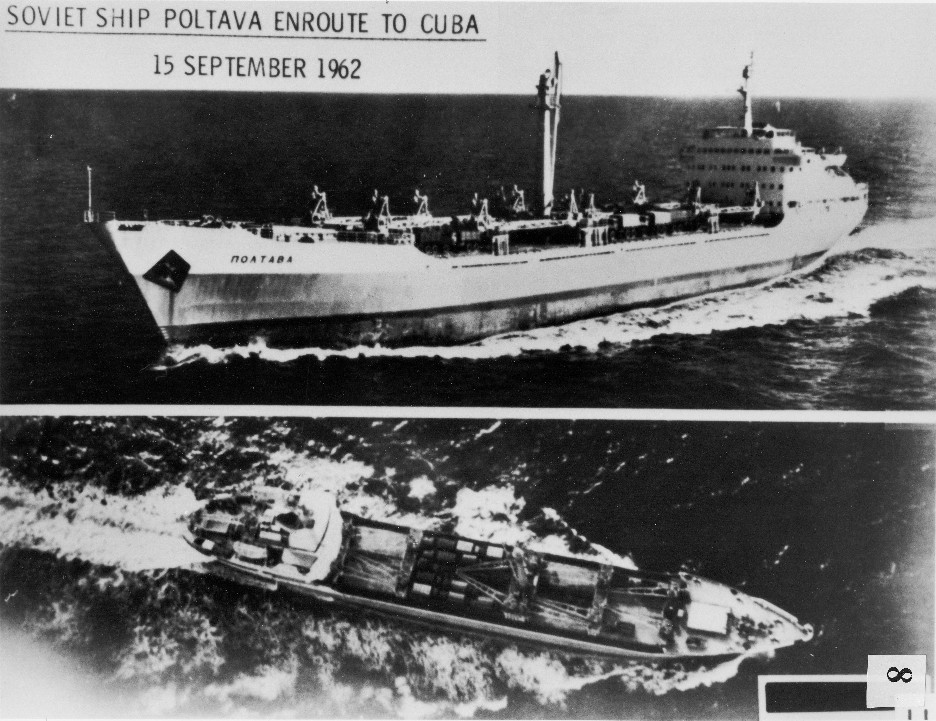
Скандальні знімки теплоходу «Полтава».
15 вересня 1962 року

Ось як згадує ті події ветеран РВСП, а тоді лейтенант Петро Гуляєв:
| «В середині серпня 1962 року почалося завантаження. Треба сказати, що дивізіон і раніше брав участь у багатьох пусках ракет, тобто доводилося ешелонами виїжджати на різні полігони, тому особливої тривоги ця завантаження у нас не викликало. Проте цього разу все виявилося набагато серйозніше... Порт Миколаїв. Теплохід «Полтава», красень, 130 метрів в довжину, став нам будинком на 22 дні. Нас усіх переодягли в цивільне. 29 серпня по підрозділам вишикували в твіндеку, генерал-лейтенант П. А. Дегтярьов і генерал-майор Н. П. Метьолкін побажали нам щасливої дороги. Від них ми вперше дізналися, що йдемо на Кубу... За 400 миль до Американського континенту над кораблем загудів літак-амфібія. Літаки супроводжували нас до самої Куби». |
16 жовтня 1962 президента Кеннеді ознайомили з фотознімками, отриманими під час чергового польоту літака-розвідника U-2. Ракети, зображені на фото, аналітики Пентагону ідентифікували як ядерні. Розпочалася Карибська криза, яка поставила людство на межу ядерної катастрофи.
Після карибської кризи «Полтава» ще не раз курсувала між СРСР і Кубою, але вже з мирними вантажами на борту. Сліди корабля, приписаного до Одеського порту, «губляться» на початку 1990-х.

Поштово-пасажирський пароплав Доброфлоту «Полтава»

Менше відомі інші «Полтави». Зокрема, в спеціалізованій літературі часто згадується поштово-пасажирський пароплав «Полтава» Добровольного флоту. Товаро-пасажирський пароплав-експрес типу «Орел» був закуплений у вересні 1909 року в Німеччині. Виконував регулярні поштово-пасажирські рейси між Владивостоком, Цурутою, Шанхаєм і Нагасакі. 9 березня 1917 року, виконуючи черговий рейс з Нагасакі у Шанхай в тумані вискочив на камені в 90 милях від Шанхаю.
Ім'я «Полтава» носив також транспорт допоміжного флоту ВМФ СРСР, отриманий від США за програмою ленд-лізу. Суховантаж, побудований в 1921 році, весь 1944 рік працював на Далекому Сході, але через технічні неполадки в тому ж році його повернули американцям. За два роки Далекосхідне пароплавство отримало ще одну «Полтаву» — суховантаж «Відеген» (нім. Videggen). Судно, побудоване в 1921 році в Англії, було отримане по репарації від переможеної Німеччини. З 1947 по 1951 рік «Полтава» працювала в так званому Радянсько-Корейському товаристві, а потім ще сім років, аж до списання в 1958 році, у Далекосхідному пароплавстві.
За відомостями деяких джерел, сьогодні моря борознить ще одна «Полтава». Це універсальний суховантаж типу «Велика Волга», що курсує через Волго-Донський канал між Москвою-рікою і Волгою. Але на жаль в обліках Морського регістру кораблів з іменем «Полтава» більше не числиться…

## Корабель, якого не було

Кадр з кінофільму «НП. Надзвичайна подія» (1958 рік)

Символічно, що в повоєнні часи самою знаменитою «Полтавою» став танкер, який в 1954 році захопили чанкайшисти. Танкер з екіпажем був доставлений на Тайвань, де місцева влада вступила в переговори з моряками, щоб схилити їх до переходу на бік «справжньої свободи і демократії». Моряків поселили на розкішній віллі, поїли, годували, «підсовували» жінок… Коли ж це не подіяло, всіх кинули в концтабір, катували… Героїчними зусиллями деяким членам екіпажу вдалося незабаром вирватися з неволі, для інших шлях на Батьківщину розтягнувся на довгі роки…
Це сюжет популярного в свій час художнього фільму «НП. Надзвичайна подія», знятого режисером Віктором Івченком на кіностудії імені Олександра Довженка. Кінострічка стала лідером прокату 1959 року в СРСР. Її переглянуло 47,5 млн глядачів.